# Specie di Prunus
Elenco delle specie di Prunus:

## A

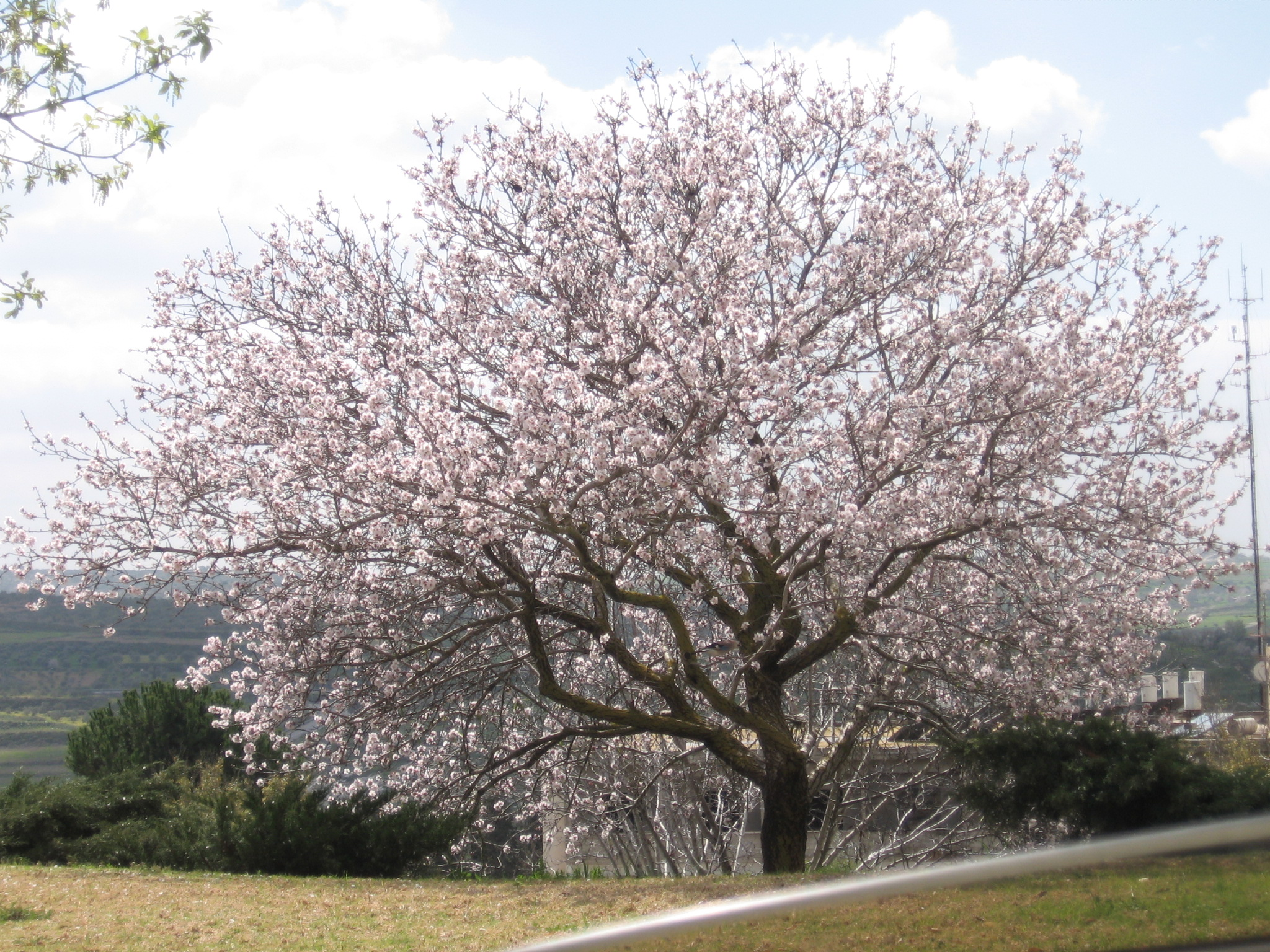
Mandorlo
(Prunus amygdalus)

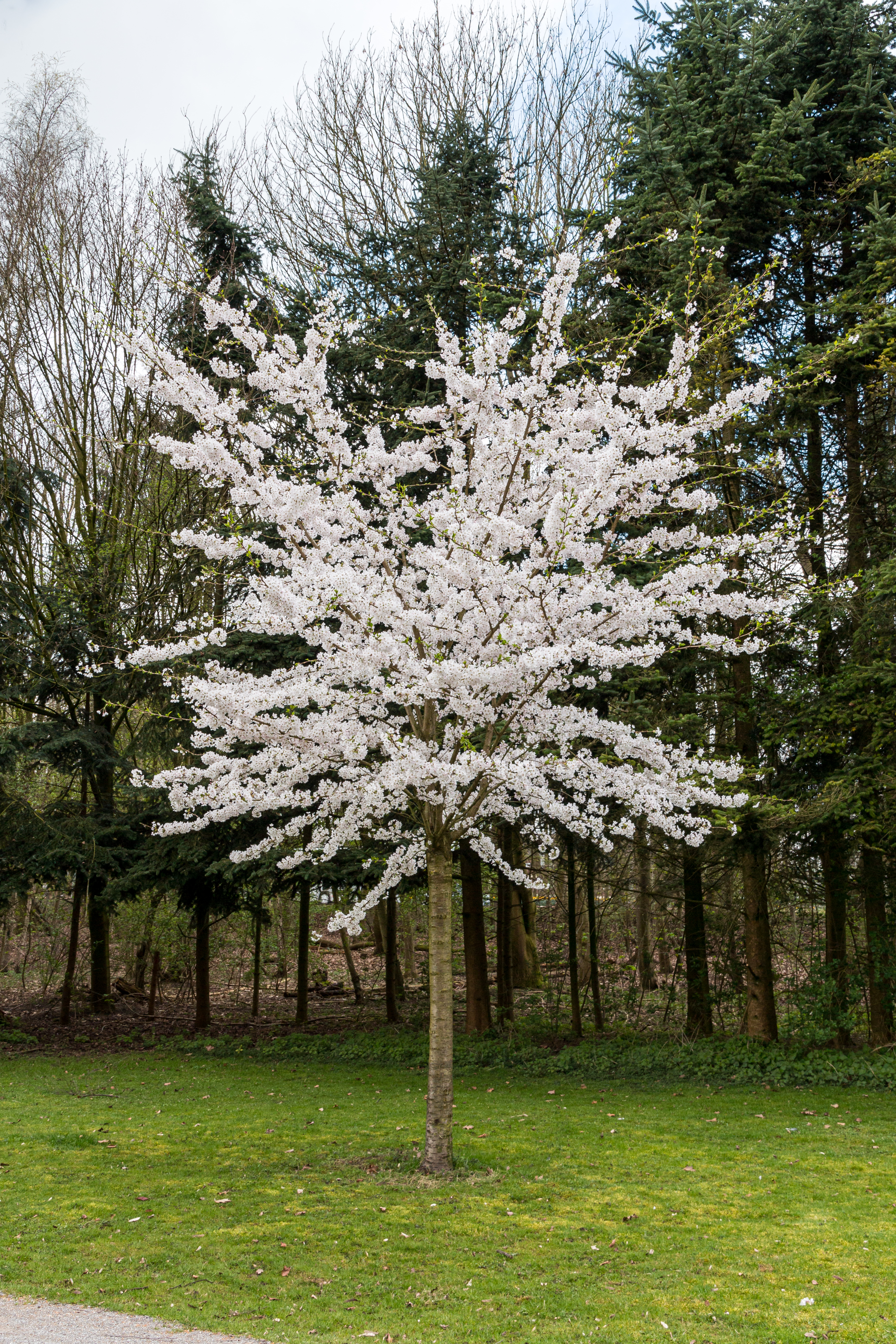
Ciliegio
(Prunus avium)

- Prunus accumulans (Koehne) C.L.Li & Aymard
- Prunus africana (Hook.f.) Kalkman
- Prunus aitchisonii (Korsh.) Kitam.
- Prunus alaica (Pojark.) Gilli
- Prunus albicaulis Koehne ex Bornm.
- Prunus americana Marshall
- Prunus amplifolia Pilg.
- Prunus amygdalus Batsch
- Prunus × andarobi Seraf.
- Prunus andersonii A.Gray
- Prunus angustifolia Marshall
- Prunus annularis Koehne
- Prunus antioquensis Pérez-Zab.
- Prunus apetala (Siebold & Zucc.) Franch. & Sav.
- Prunus aquifolioides (Chun ex T.T.Yu & L.T.Lu) W.C.Chen ex Huan C.Wang
- Prunus arabica (Olivier) Meikle
- Prunus arborea (Blume) Kalkman
- Prunus argentea (Lam.) Rehder
- Prunus armeniaca L.
- Prunus austrosinensis Huan C.Wang
- Prunus avium (L.) L.
- Prunus axitliana Standl.

## B
- Prunus balansae (Boiss.) Fritsch
- Prunus barbata Koehne
- Prunus beccarii (Ridl.) Kalkman
- Prunus bifrons KalkmanFritsch
- Prunus brachybotrya KalkmanZucc.

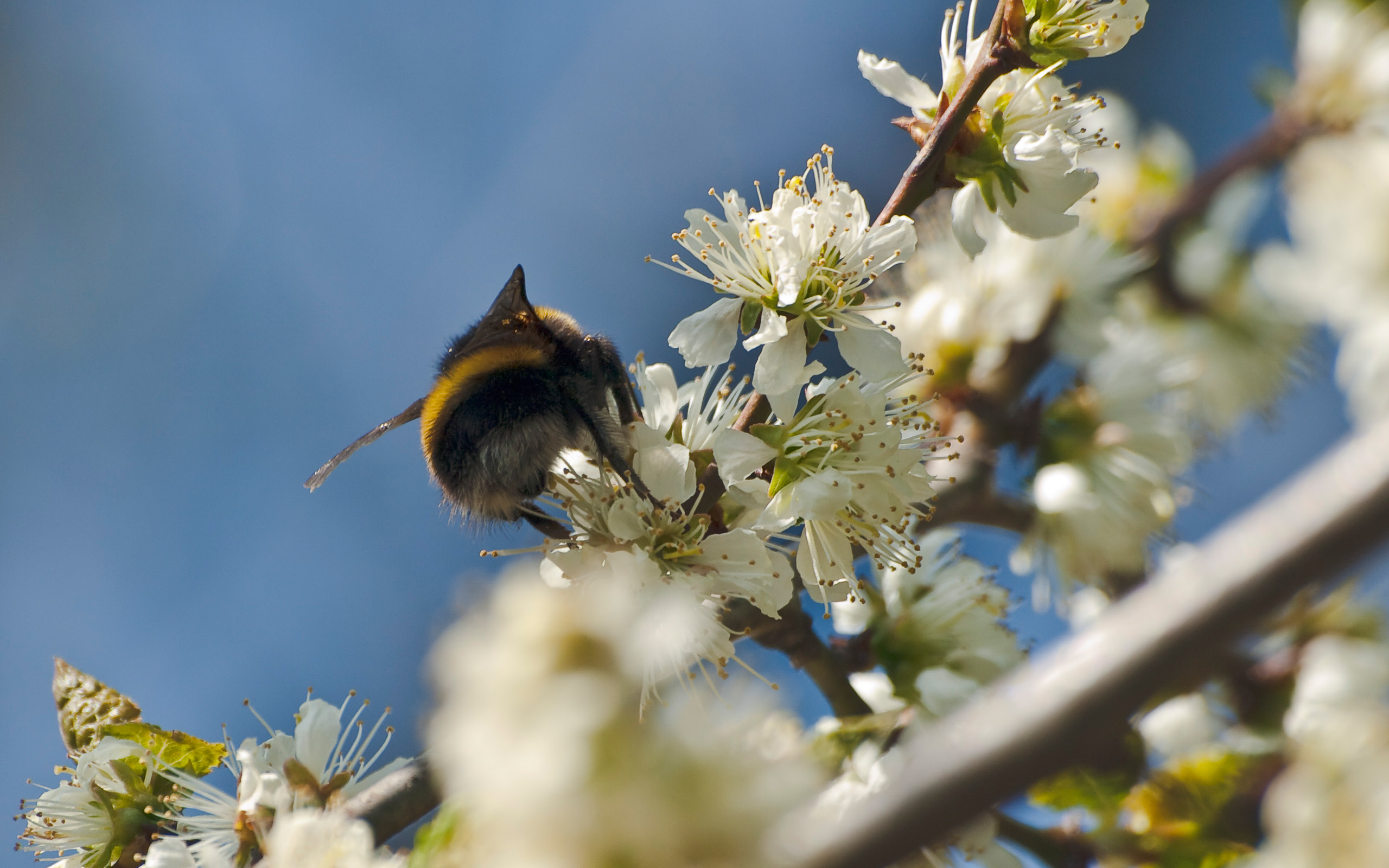
Albicocco di Briançon (Prunus brigantina)

- Prunus brachypetala Kalkman(Boiss.) Walp.
- Prunus brachypoda KalkmanBatalin
- Prunus brachystachya KalkmanKalkman
- Prunus bracteopadus Koehne
- Prunus brahuica (Boiss.) Aitch. & Hemsl.
- Prunus brasiliensis (Cham. & Schltdl.) D.Dietr.
- Prunus brassii Kalkman
- Prunus brigantina Vill.
- Prunus brittoniana Rusby
- Prunus browiczii (Freitag) Eisenman
- Prunus brunnescens Kalkman(T.T.Yu & T.C.Ku) J.R.He
- Prunus bucharica (Korsh.) Hand.-Mazz.
- Prunus buergeriana Miq.
- Prunus buxifolia Koehne

## C
- Prunus campanulata Maxim.
- Prunus canescens Bois

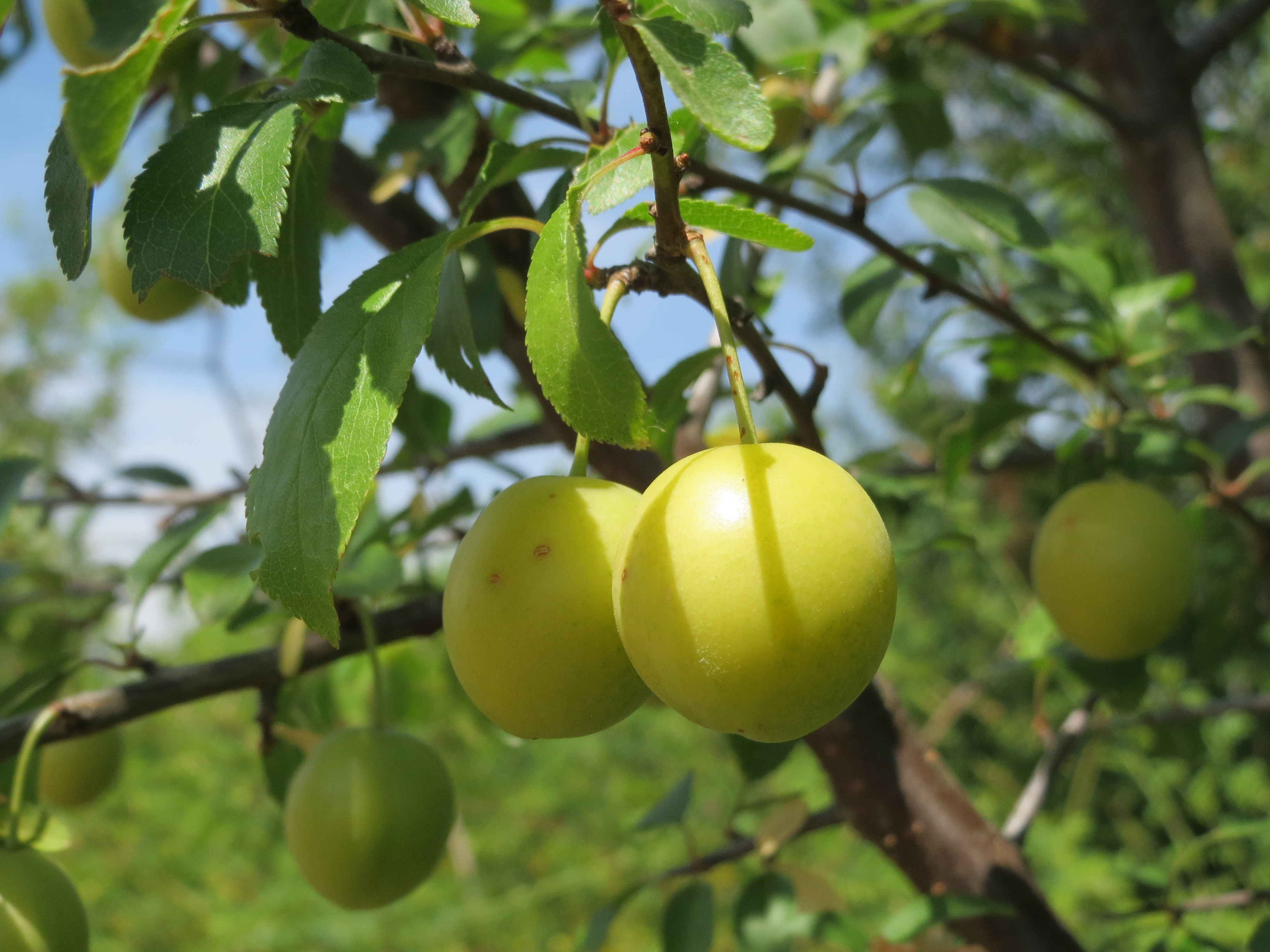
Amolo (Prunus cerasifera)

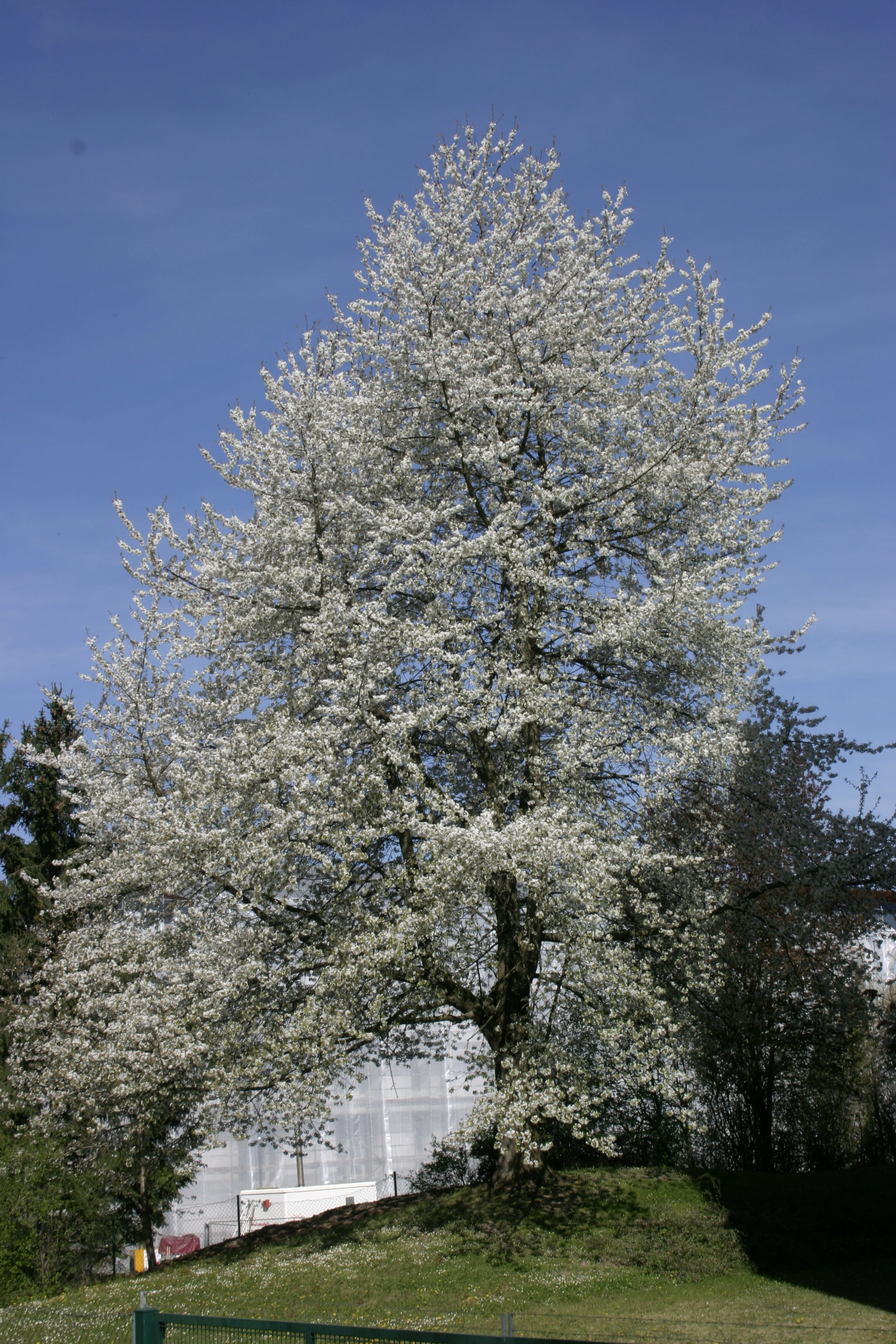
Amareno (Prunus cerasus)

- Prunus carduchorum (Bornm.) Meikle
- Prunus caroliniana (Mill.) Aiton
- Prunus cathayana (D.L.Fu, B.R.Li & J.Hong Li) Y.H.Tong & N.H.Xia
- Prunus caudata Franch.
- Prunus ceraseidos Maxim.
- Prunus cerasia Blanche ex Post
- Prunus cerasifera Ehrh.
- Prunus cerasoides Buch.-Ham. ex D.Don
- Prunus cerasus L.
- Prunus cercocarpifolia Villarreal
- Prunus ceylanica (Wight) Miq.
- Prunus chamissoana Koehne
- Prunus chiapensis Standl. & L.O.Williams ex Ant.Molina
- Prunus × chichibuensis H.Kubota & Moriya
- Prunus choreiana Nakai ex T.Kawamoto
- Prunus chorossanica (Pojark.) Rech.f.
- Prunus clarofolia C.K.Schneid.
- Prunus clementis (Merr.) Kalkman
- Prunus cocomilia Ten.
- Prunus compacta L.O.Williams
- Prunus × compta (Koidz.) Tatew.
- Prunus conadenia Koehne
- Prunus conradinae Koehne
- Prunus cornuta (Wall. ex Royle) Steud.
- Prunus cortapico  Kerber ex Koehne
- Prunus costata (Hemsl.) Kalkman
- Prunus crassifolia (Hauman) Kalkman
- Prunus crataegifolia Hand.-Mazz.
- Prunus cyclamina Koehne

## D
- Prunus darvasica Temb.

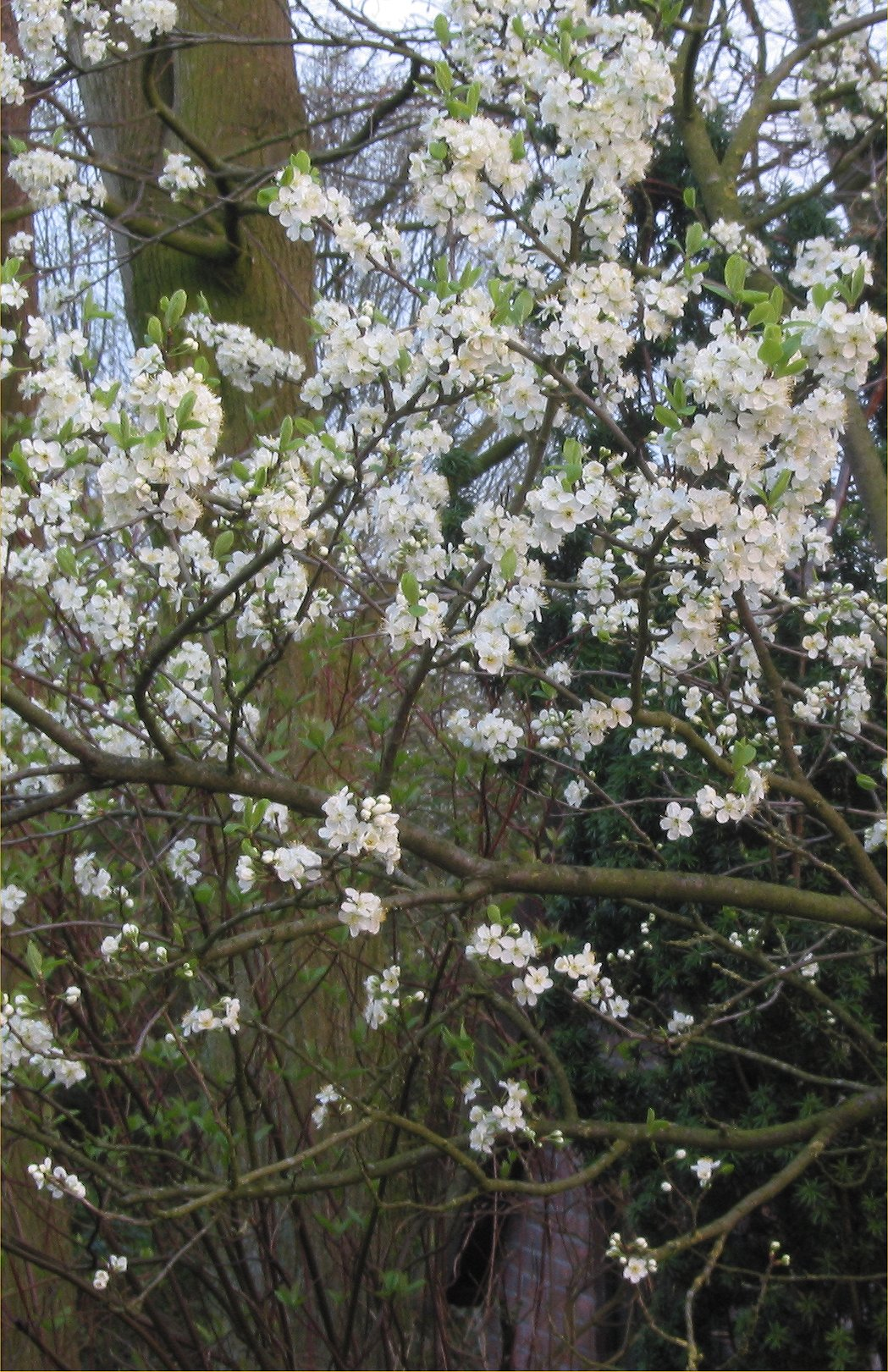
Susino (Prunus domestica)

- Prunus × dasycarpa Ehrh. Biricoccolo
- Prunus davidiana (Carrière) Franch.
- Prunus × dawyckensis Sealy
- Prunus debilis Koehne
- Prunus detrita J.F.Macbr.
- Prunus dictyoneura Diels
- Prunus discadenia Koehne
- Prunus discoidea (T.T.Yu & C.L.Li) Z.Wei & Y.B.Chang
- Prunus discolor (Spach) C.K.Schneid.
- Prunus dolichadenia Cardot
- Prunus dolichobotrys (Lauterb. & K.Schum.) Kalkman
- Prunus dolichophylla (T.T.Yu & L.T.Lu) Y.H.Tong & N.H.Xia
- Prunus domestica L.
- Prunus douglasii Basualdo & Zardini

## E
- Prunus eburnea (Spach) Aitch.

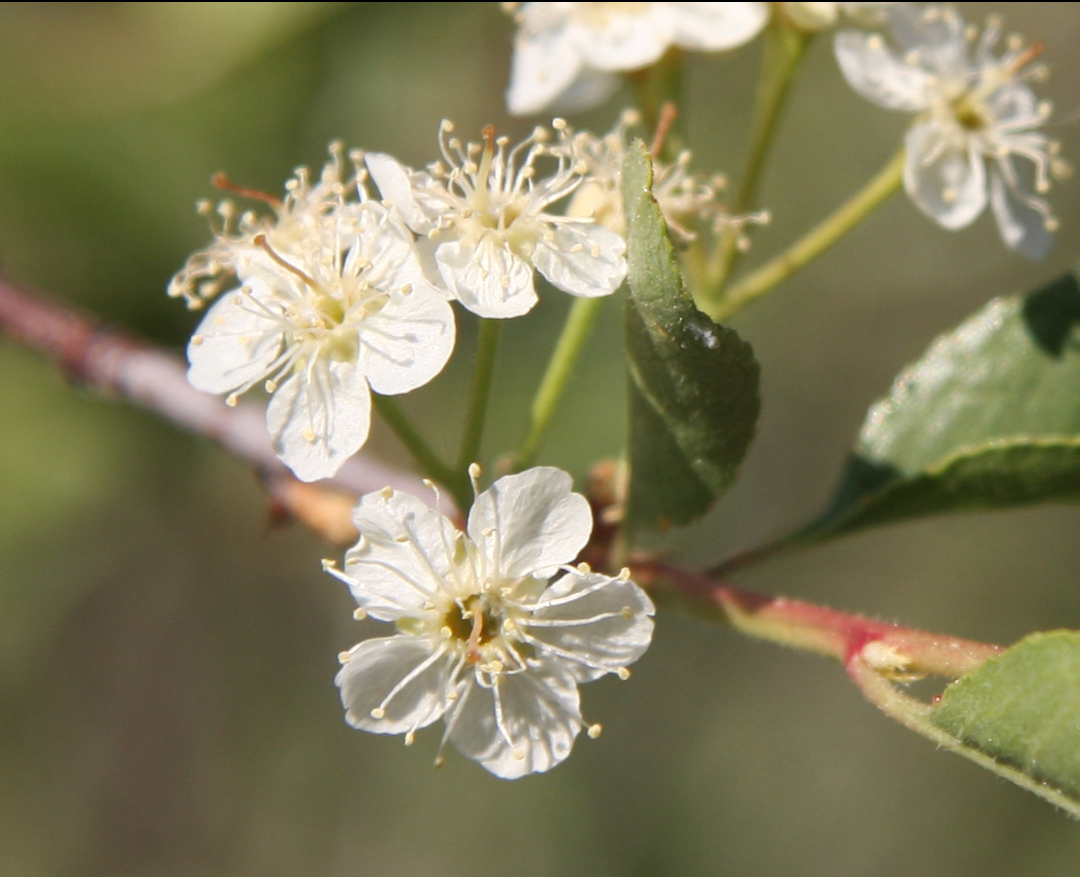
Prunus emarginata

- Prunus elaeagrifolia (Spach) Fritsch
- Prunus emarginata (Douglas ex Hook.) Eaton
- Prunus × eminens Beck
- Prunus eremophila Prigge
- Prunus erioclada (Bornm.) ined.
- Prunus erythrocarpa (Nevski) Gilli
- Prunus erythroxylon Koehne
- Prunus erzincanica (Yıld.) Yıld.

## F
- Prunus falcata Cuatrec.
- Prunus fasciculata (Torr.) A.Gray
- Prunus fenzliana Fritsch
- Prunus × ferganica O.A.Lincz.

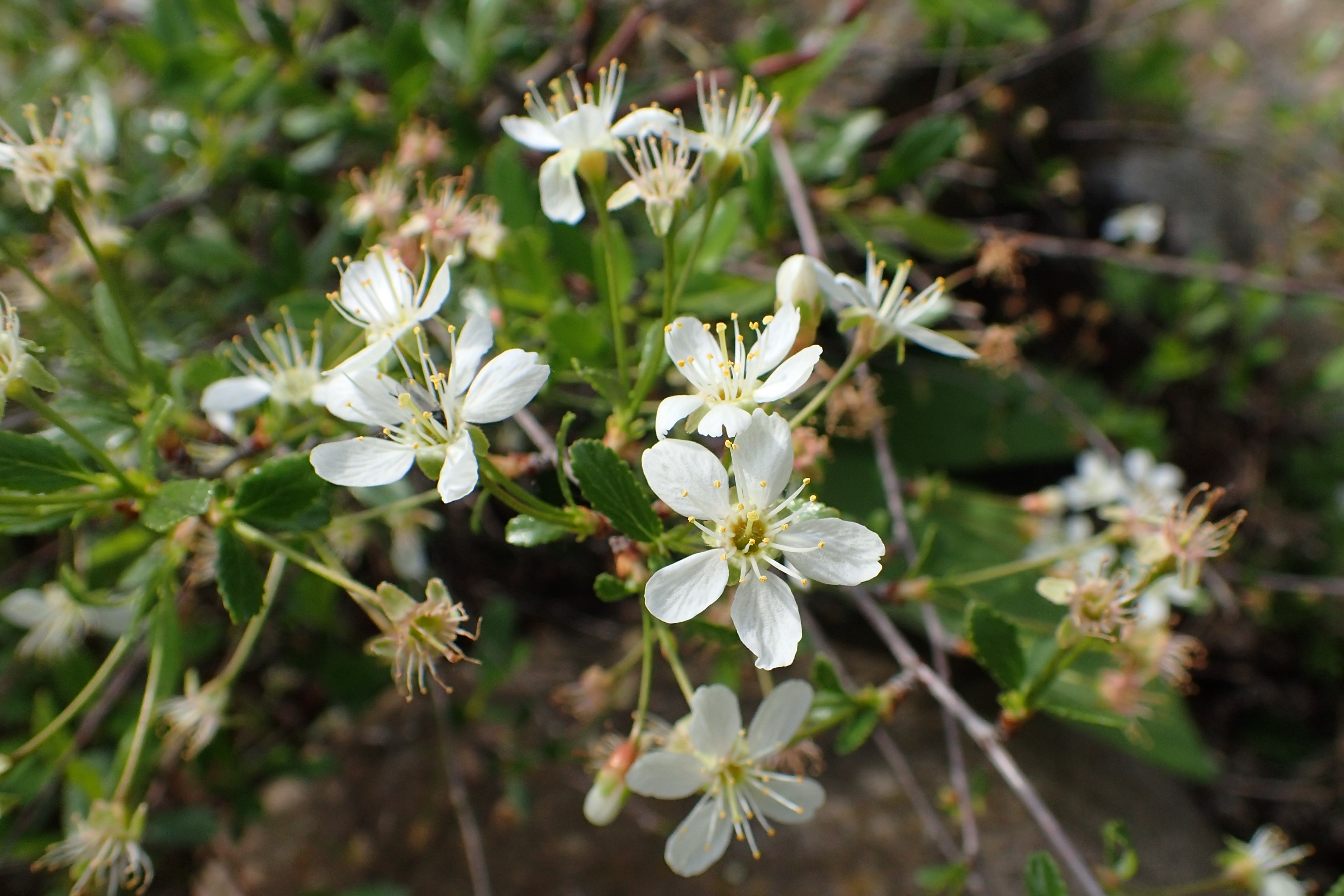
Ciliegio mongolo (Prunus fruticosa)

- Prunus ferruginea (DC. ex Ser.) Steud.
- Prunus × fontanesiana (Spach) C.K.Schneid.
- Prunus fordiana Dunn
- Prunus fragrans (Elmer) Kalkman
- Prunus fremontii S.Watson
- Prunus × fruticans Weihe
- Prunus fruticosa Pall.
- Prunus fujianensis (Y.T.Chang) J.Wen
- Prunus × furuseana Ohwi

## G

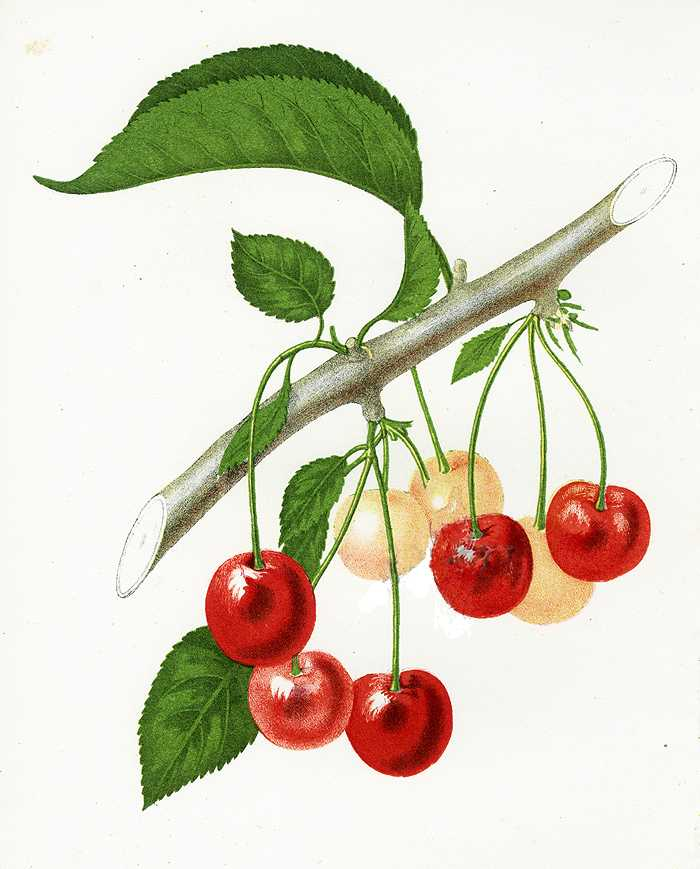
Ciliegio di Duke (Prunus × gondouinii)

- Prunus gazelle-peninsulae (Kaneh. & Hatus.) Kalkman
- Prunus geniculata R.M.Harper
- Prunus gentryi Standl.
- Prunus georgica (Desf.) Eisenman
- Prunus ghahremanii (Maroofi, Attar & Vafadar) Falat.
- Prunus glabrifolia Kalkman
- Prunus glandulifolia Rupr.
- Prunus glandulosa Thunb.
- Prunus glauca (Browicz) A.E.Murray
- Prunus × gondouinii (Poit. & Turpin) Rehder
- Prunus gongshanensis J.Wen
- Prunus gracilis Engelm. & A.Gray
- Prunus grayana Maxim.
- Prunus griffithii (Boiss.) C.K.Schneid.
- Prunus grisea (Blume ex Müll.Berol.) Kalkman
- Prunus guanaiensis Rusby
- Prunus guatemalensis I.M.Johnst.
- Prunus gyirongensis Y.H.Tong & N.H.Xia

## H

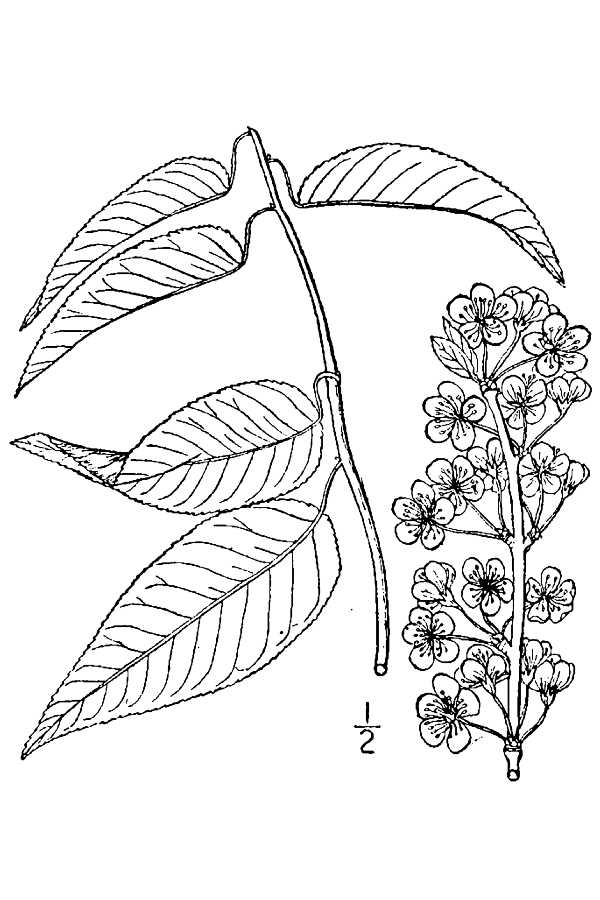
Prunus hortulana

- Prunus hainanensis (G.A.Fu & Y.S.Lin) W.C.Chen
- Prunus harae H.Ohba & S.Akiyama
- Prunus hargraonensis (Vassilcz.) Ghora & Panigrahi
- Prunus haussknechtii C.K.Schneid.
- Prunus havardii (W.Wight) S.C.Mason
- Prunus hefengensis (X.R.Wang & C.B.Shang) Y.H.Tong & N.H.Xia
- Prunus henryi (C.K.Schneid.) Koehne
- Prunus herthae Diels
- Prunus himalaica Kitam.
- Prunus himalayana J.Wen
- Prunus hippophaeoides (Bornm.) Bornm.
- Prunus hirtipes Hemsl.
- Prunus × hisauchiana Koidz. ex Hisauti
- Prunus hongiaoensis Tagane & Yahara
- Prunus hongpingensis (C.L.Li) Y.H.Tong & N.H.Xia
- Prunus hortulana L.H.Bailey
- Prunus huantensis Pilg.
- Prunus humilis Bunge
- Prunus hypoleuca (Koehne) J.Wen
- Prunus hypotricha Rehder
- Prunus hypotrichodes Cardot
- Prunus hypoxantha (Koehne) J.Wen

## I

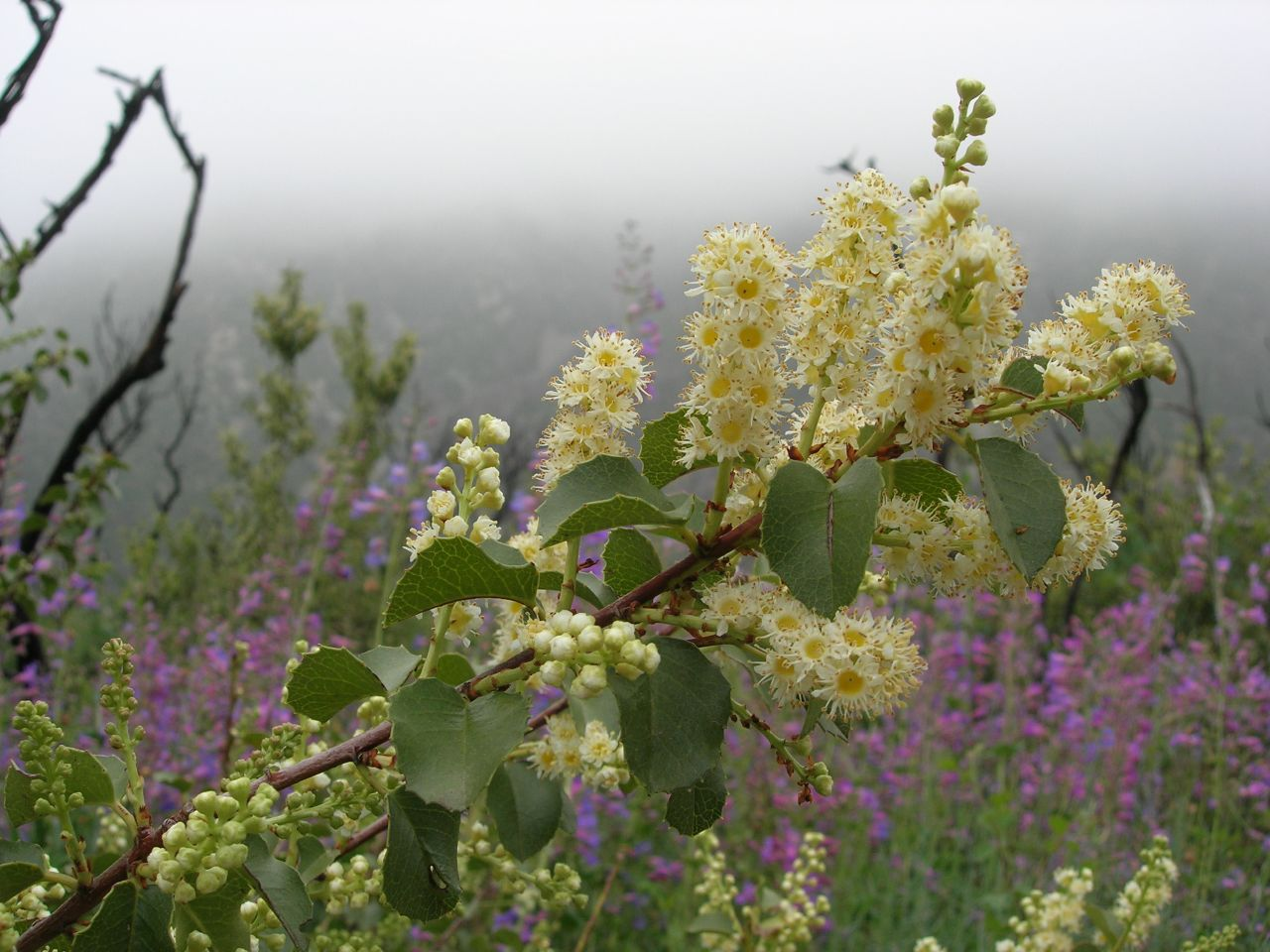
Ciliegio di Hollyleaf (Prunus ilicifolia)

- Prunus ilicifolia (Nutt. ex Hook. & Arn.) D.Dietr.
- Prunus incana (Pall.) Batsch
- Prunus incisa Thunb.
- Prunus incisoserrata (T.T.Yu & T.C.Ku) J.Wen
- Prunus insititia L.
- Prunus × insueta (S.Serafimov) S.Serafimov
- Prunus integrifolia (C.Presl) Walp.
- Prunus × iranshahrii (Khat.) Eisenman
- Prunus itosakura Siebold

## J
- Prunus jacquemontii Hook.f.
- Prunus jajarkotensis H.Hara

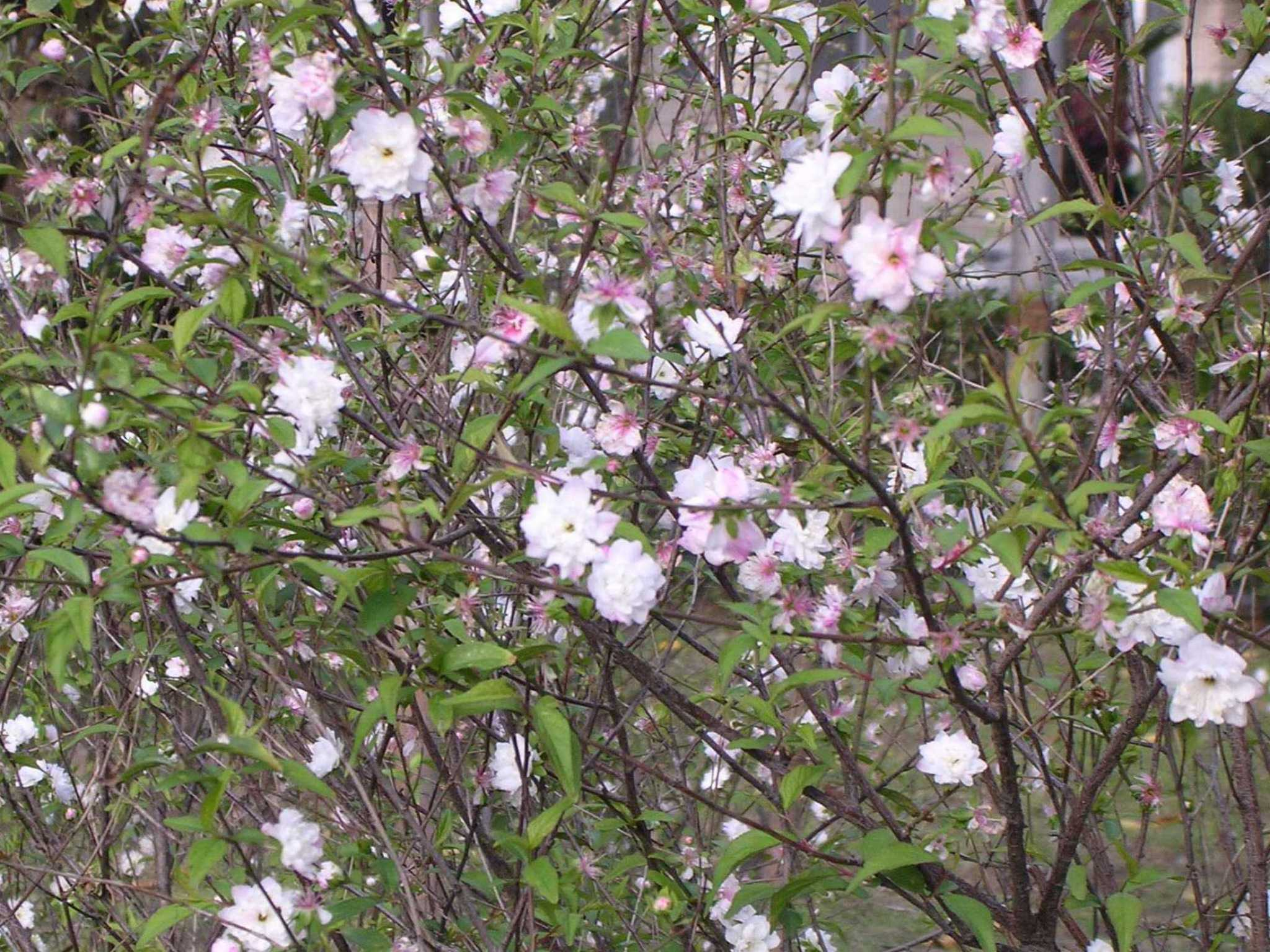
Ciliegio coreano (Prunus japonica)

- Prunus jamasakura (Makino) Siebold ex Koidz.
- Prunus japonica Thunb.
- Prunus javanica (Teijsm. & Binn.) Miq.
- Prunus × javorkae Kárpáti
- Prunus jenkinsii Hook.f. & Thomson
- Prunus jugata (Browicz) A.E.Murray

## K
- Prunus kaengkrachanensis Nagam., Tagane & Suddee
- Prunus × kamiaranensis (Khat. & Assadi) Eisenman
- Prunus kansuensis Rehder
- Prunus × keredjensis (Browicz) A.E.Murray
- Prunus kinabaluensis Kalkman
- Prunus koelzii (Browicz) A.E.Murray
- Prunus korshinskyi Hand.-Mazz.
- Prunus kotschyi (Boiss. & Hohen. ex Spach) Meikle
- Prunus × kubotana Kawas.
- Prunus kuramica (Korsh.) Kitam.
- Prunus kurdistanica (Attar, Maroofi & Vafadar) Eisenman

## L
- Prunus lamponga (Miq.) Kalkman
- Prunus lancilimba (Merr.) Kalkman
- Prunus laurocerasus L.
- Prunus laxinervis Kalkman

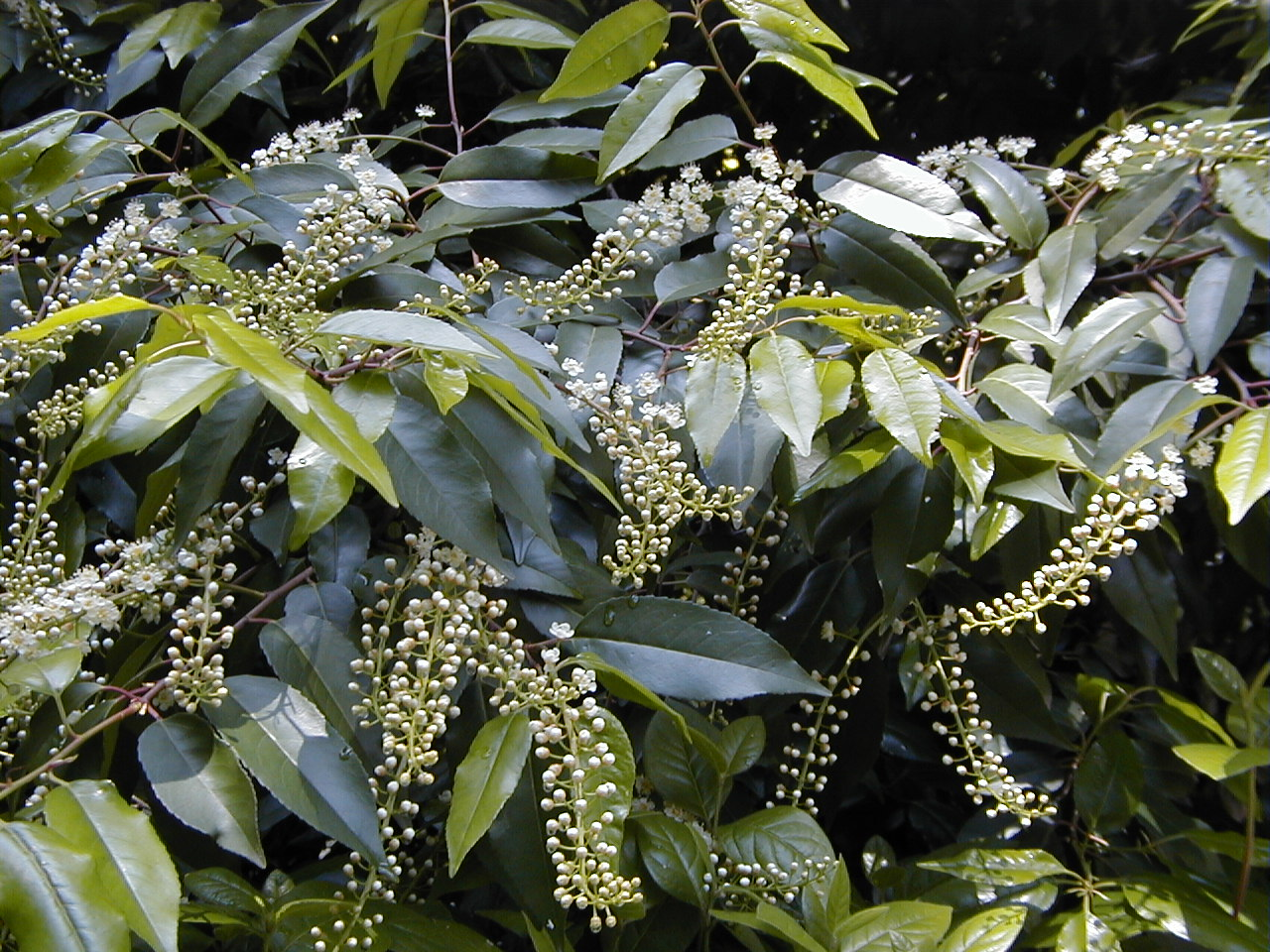
Lauro del Portogallo (Prunus lusitanica)

- Prunus ledebouriana (Schltdl.) Y.Y.Yao
- Prunus leiocarpa (Boiss.) Fritsch
- Prunus leucophylla Blatt.
- Prunus leveilleana Koehne
- Prunus ligustrina Koehne
- Prunus limeixing (J.Y.Zhang & Z.M.Wang) Y.H.Tong & N.H.Xia
- Prunus littlei Pérez-Zab.
- Prunus longispinosa Shahbaz & Abdulr.
- Prunus lundelliana Standl.
- Prunus lusitanica L.
- Prunus lycioides (Spach) C.K.Schneid.

## M
- Prunus mahaleb L.
- Prunus malayana Kalkman

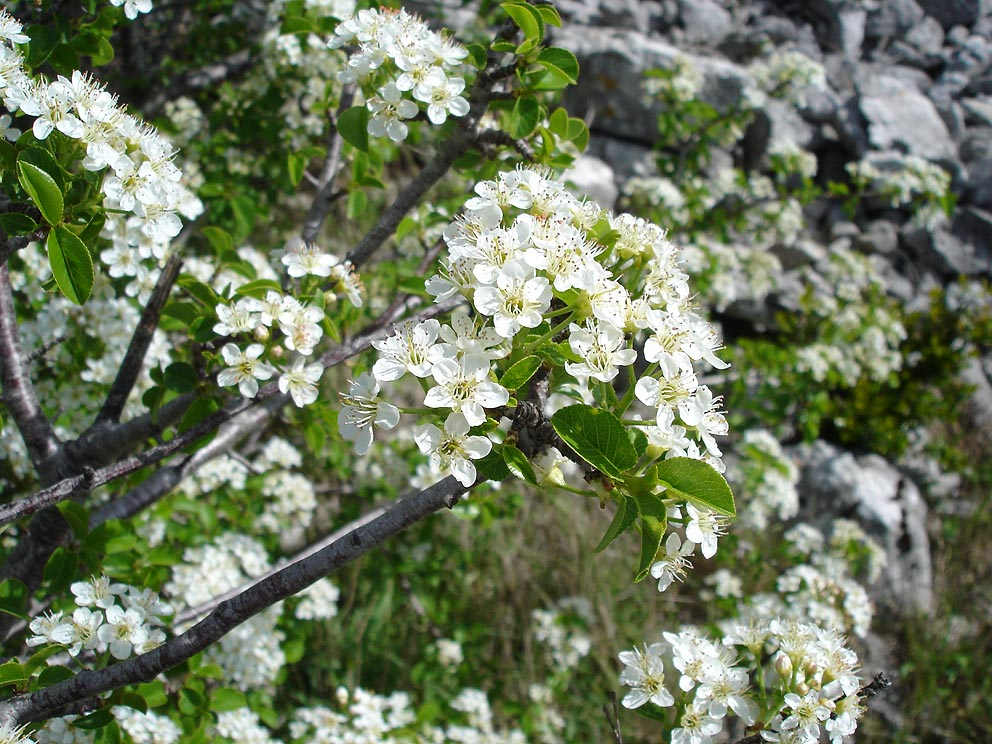
Ciliegio canino (Prunus mahaleb)

- Prunus mandshurica (Maxim.) Koehne
- Prunus maritima Marshall
- Prunus marsupialis Kalkman
- Prunus matudae Lundell
- Prunus maximowiczii Rupr.
- Prunus megacarpa Pérez-Zab.
- Prunus menghaiensis (T.T.Yu & L.T.Lu) Huan C.Wang
- Prunus mexicana S.Watson
- Prunus microcarpa C.A.Mey.
- Prunus microphylla (Kunth) Hemsl.
- Prunus minutiflora Engelm. ex A.Gray
- Prunus mira Koehne
- Prunus × mitsuminensis Moriya
- Prunus × miyasakana H.Kubota
- Prunus × mohacsyana Kárpáti
- Prunus mongolica Maxim.
- Prunus moritziana Koehne
- Prunus × mozaffarianii (Khat.) Eisenman
- Prunus mugus Hand.-Mazz.
- Prunus mume (Siebold) Siebold & Zucc.
- Prunus munsoniana W.Wight & Hedrick
- Prunus muris Cuatrec.
- Prunus murrayana E.J.Palmer
- Prunus myrtifolia (L.) Urb.

## N
- Prunus × nachichevanica Kudr.
- Prunus nairica (Fed. & Takht.) Eisenman
- Prunus napaulensis (Ser.) Steud.
- Prunus nigra Aiton
- Prunus nipponica Matsum.

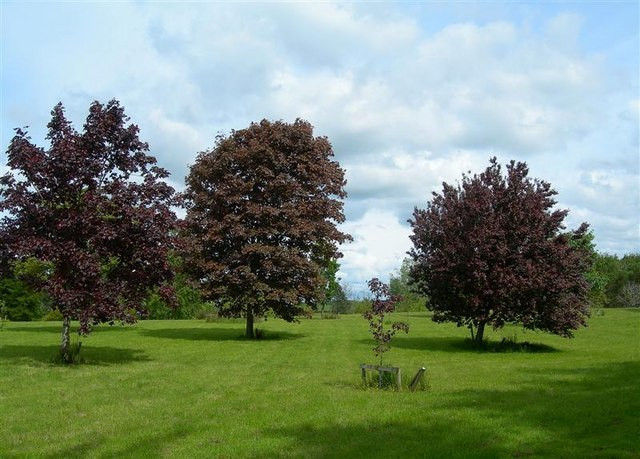
Prugno canadese (Prunus nigra)

- Prunus × nudiflora (Koehne) Koidz.
- Prunus nutantiflora D.G.Zhang & Z.H.Xiang

## O
- Prunus oblonga J.F.Macbr.
- Prunus obtusata Koehne
- Prunus occidentalis Sw.
- Prunus ocellata Koehne
- Prunus ochoterenae D.Ramírez
- Prunus oleifolia Koehne
- Prunus oligantha Kalkman
- Prunus omissa Koehne
- Prunus × oneyamensis Hayashi
- Prunus oocarpa (Stapf) Kalkman
- Prunus opaca (Benth.) Walp.
- Prunus orazii (Attar, Maroofi & Vafadar) Eisenman
- Prunus × orthosepala Koehne
- Prunus ovalis Ruiz ex Koehne

## P
- Prunus pabotii (Browicz) Eisenman
- Prunus padus L.
- Prunus × palmeri Sarg.

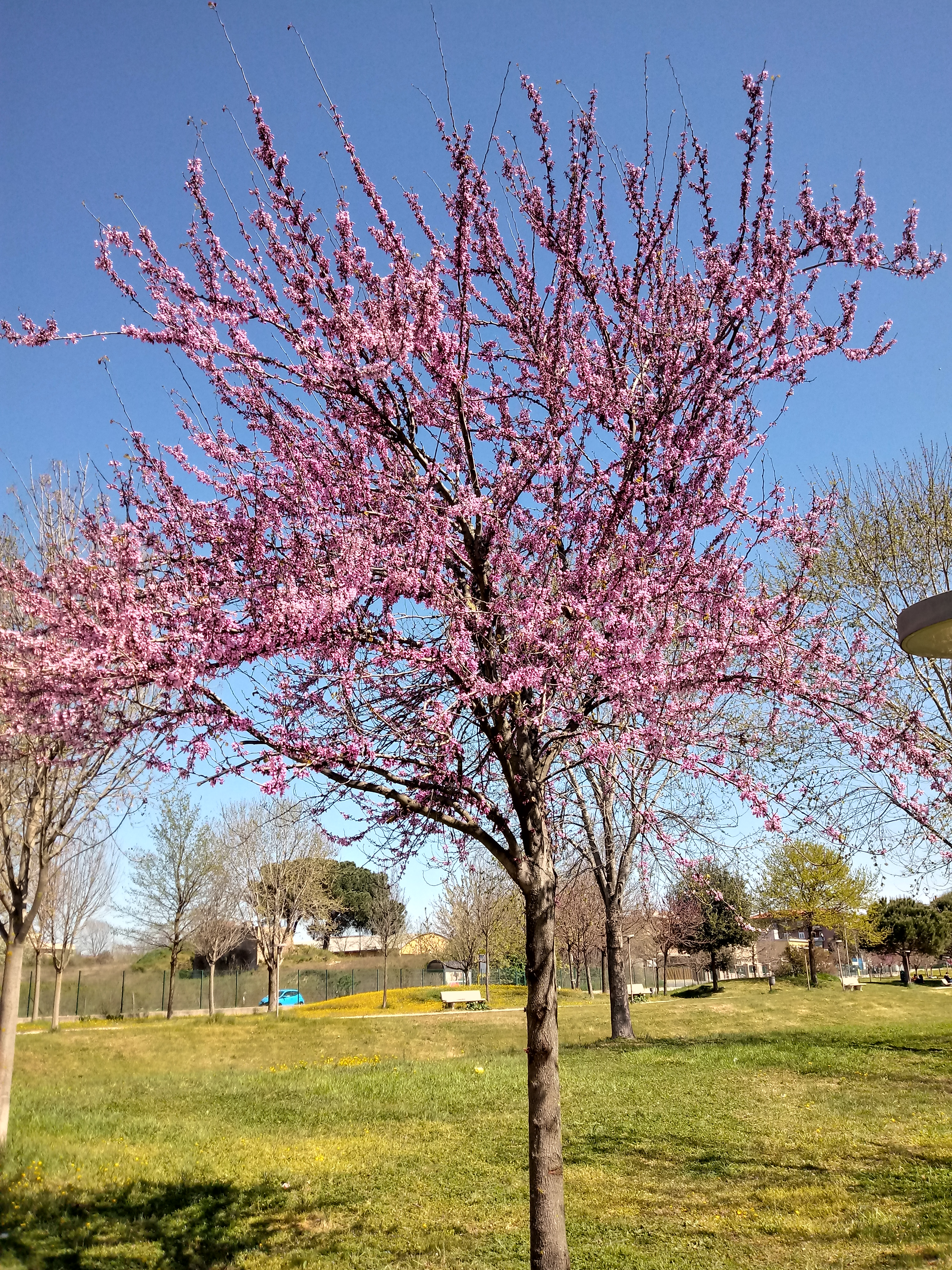
Pesco (Prunus persica)

- Prunus pananensis Z.L.Chen, W.J.Chen & X.F.Jin
- Prunus paradoxa (Dehshiri & Mozaff.) Falat.
- Prunus patentipila Hand.-Mazz.
- Prunus pearcei Rusby
- Prunus pedunculata (Pall.) Maxim.
- Prunus pensylvanica L.f.
- Prunus persica (L.) Batsch
- Prunus perulata Koehne
- Prunus petunnikowii (Litv.) Rehder
- Prunus phaeosticta (Hance) Maxim.
- Prunus pleiantha Pilg.
- Prunus pleiocerasus Koehne
- Prunus podperae Nábělek
- Prunus pogonostyla Maxim.
- Prunus polystachya (Hook.f.) Kalkman
- Prunus polytricha Koehne
- Prunus prostrata Labill.
- Prunus pseudocerasus Lindl.
- Prunus pseudoprostrata (Pojark.) Rech.f.
- Prunus pulgarensis (Elmer) Kalkman
- Prunus pullei (Koehne) Kalkman
- Prunus pumila L.
- Prunus pusilliflora Cardot
- Prunus pygeoides Koehne

## R
- Prunus ramburii Boiss.

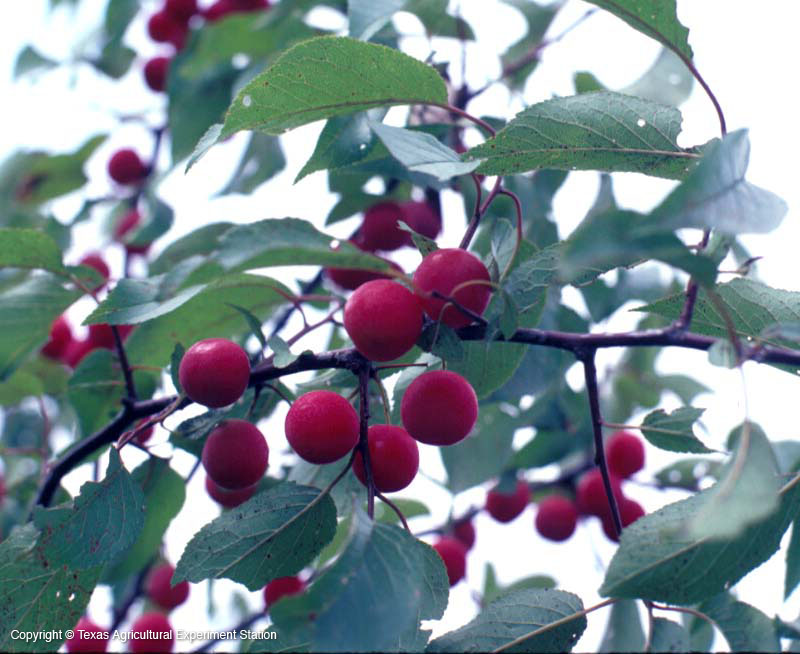
Prunus rivularis

- Prunus ramonensis (Danin) Eisenman
- Prunus ravenii Zardini & Basualdo
- Prunus rechingeri (Browicz) A.E.Murray
- Prunus reflexa (Gardner) Walp.
- Prunus rhamnoides Koehne
- Prunus × rhodia (Browicz) Eisenman
- Prunus rigida Koehne
- Prunus rivularis Scheele
- Prunus rotunda J.F.Macbr.
- Prunus rubiginosa (Elmer) Kalkman
- Prunus rufa Wall. ex Hook.f.
- Prunus rufoides C.K.Schneid.
- Prunus ruiziana Koehne
- Prunus runemarkii Eisenman

## S
- Prunus × sacra Miyoshi
- Prunus salasii Standl.
- Prunus salicina Lindl.
- Prunus samydoides Schltdl.
- Prunus sargentii Rehder

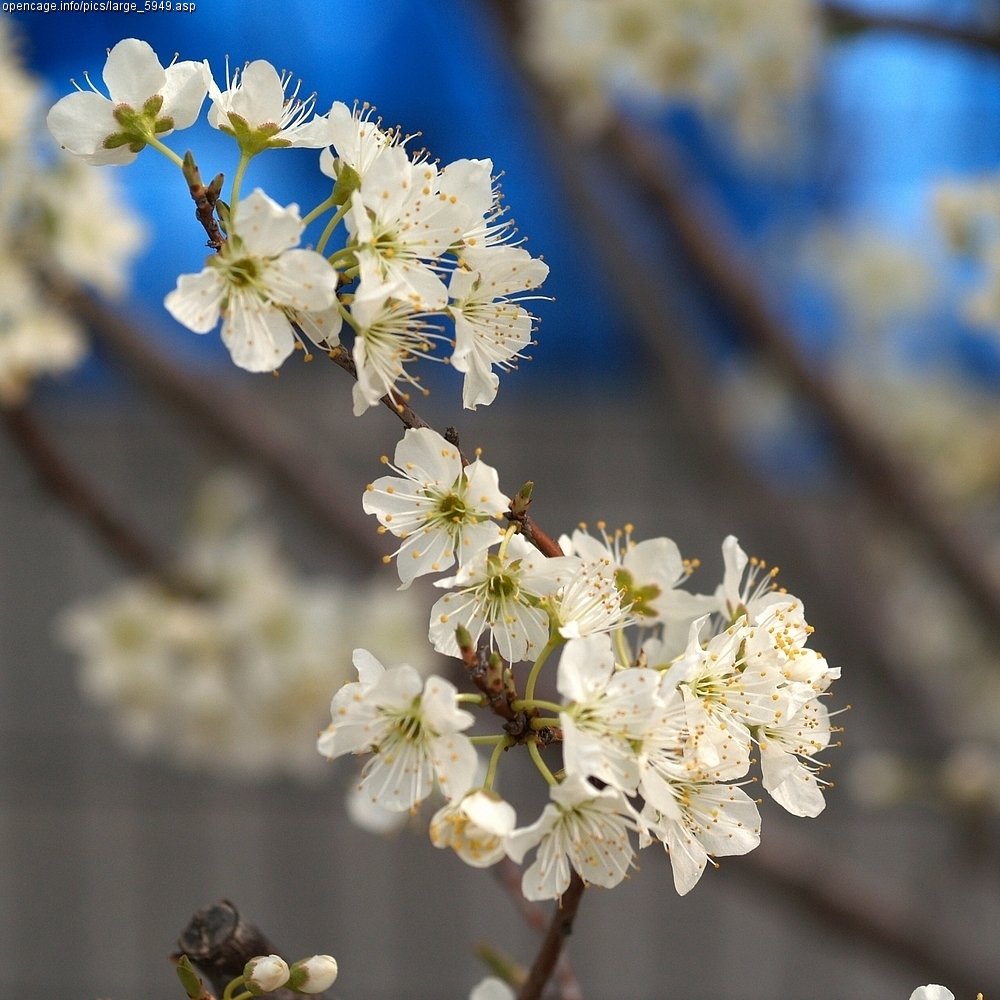
Prunus salicina

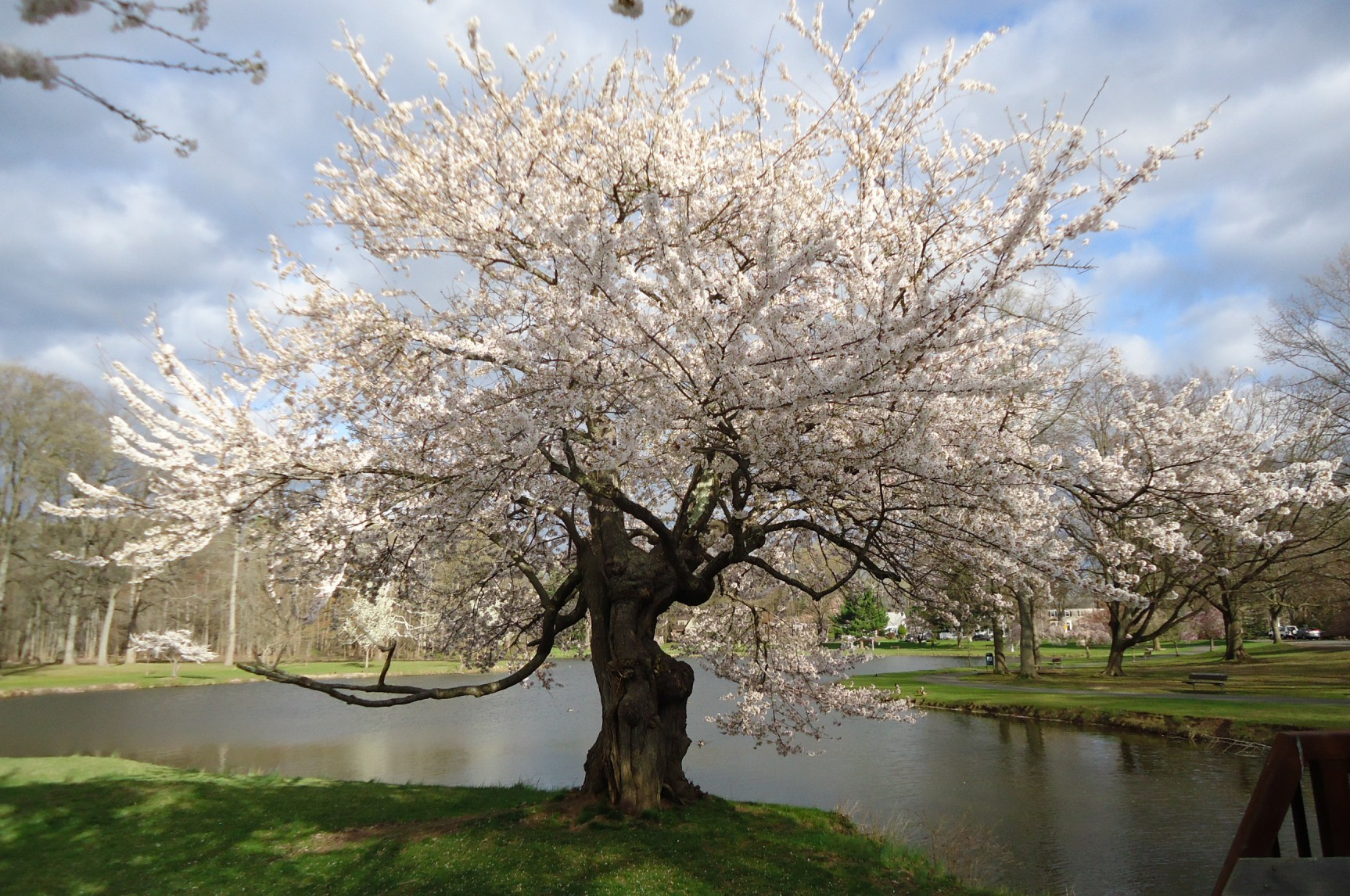
Prunus serrulata

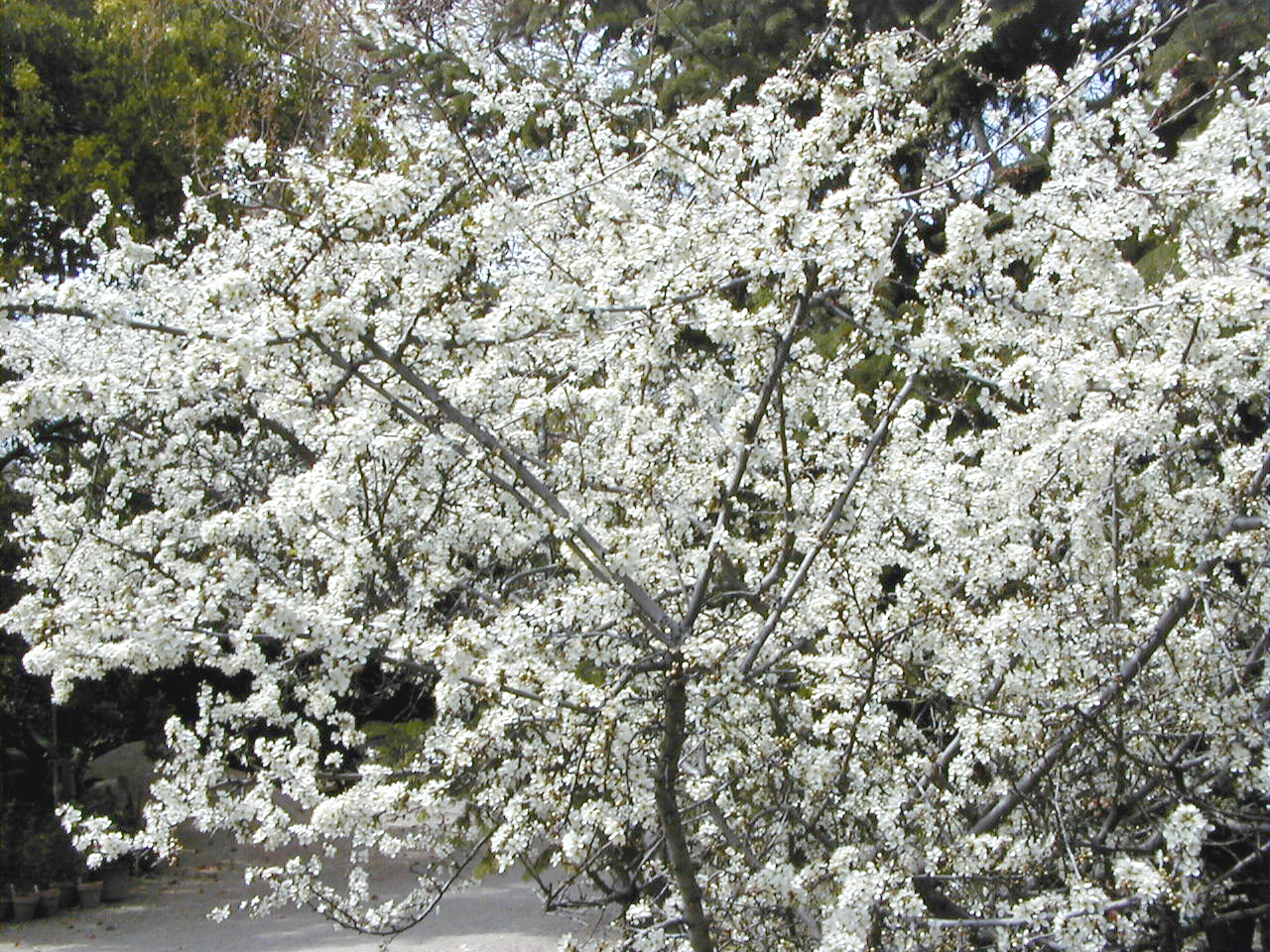
Prunus spinosa

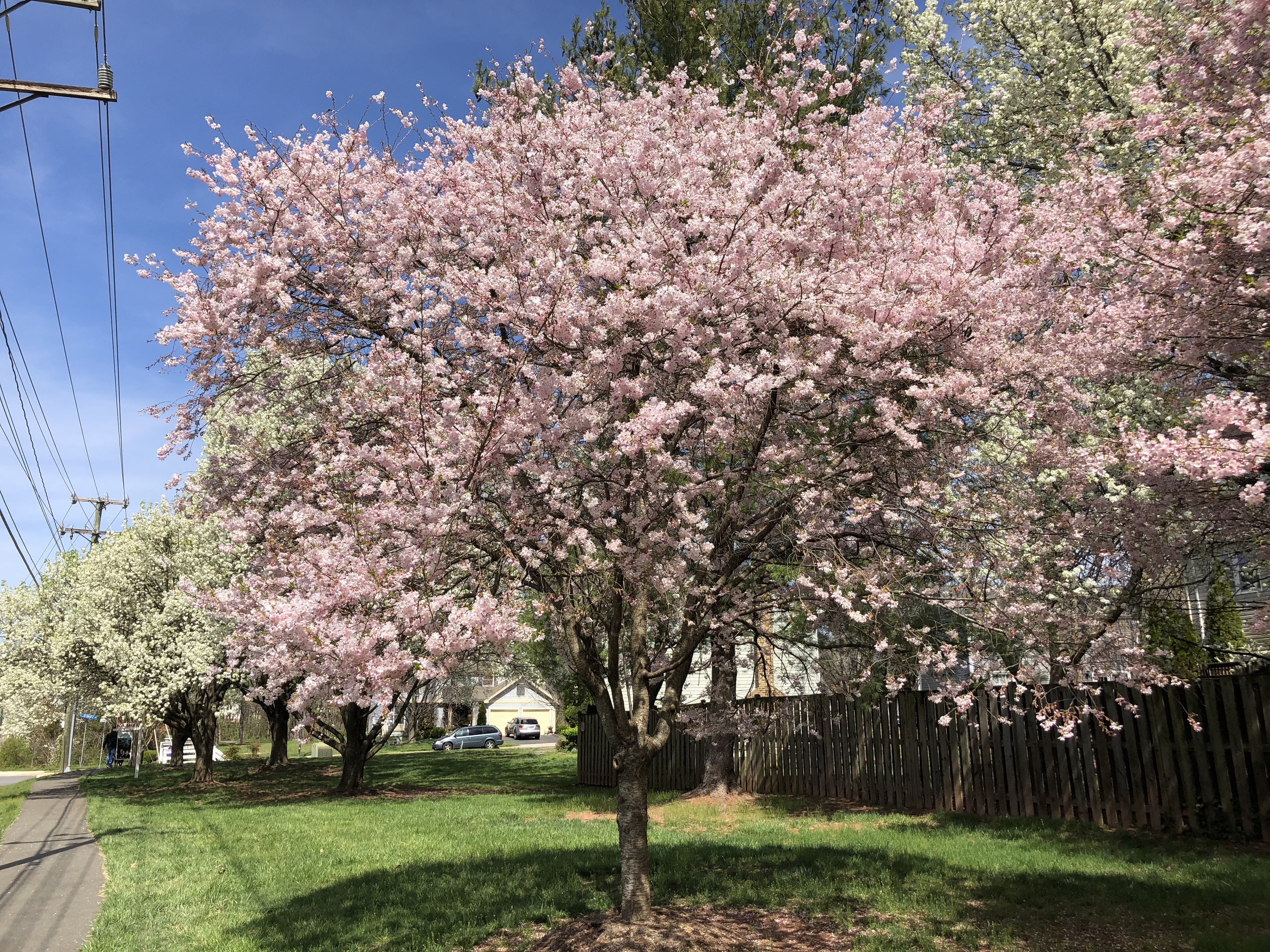
Prunus × subhirtella

- Prunus × saviczii (Pachom.) Eisenman
- Prunus schlechteri (Koehne) Kalkman
- Prunus schneideriana Koehne
- Prunus sclerophylla Kalkman
- Prunus scoparia (Spach) C.K.Schneid.
- Prunus × sefinensis (Bornm.) A.E.Murray
- Prunus serotina Ehrh.
- Prunus serrula Franch.
- Prunus serrulata Lindl.
- Prunus setulosa Batalin
- Prunus shikokuensis (Moriya) H.Kubota
- Prunus sibirica L.
- Prunus × simmleri Palez.
- Prunus simonii (Decne.) Carrière
- Prunus singalilaensis H.Ohba & S.Akiyama
- Prunus × slavinii E.J.Palmer ex Rehder
- Prunus spartioides (Spach) C.K.Schneid.
- Prunus speciosa (Koidz.) Nakai
- Prunus spicata Kalkman
- Prunus spinosa L.
- Prunus spinosissima (Bunge) Franch.
- Prunus spinulosa Siebold & Zucc.
- Prunus ssiori F.Schmidt
- Prunus × stacei Wójcicki
- Prunus stellipila Koehne
- Prunus stipulacea Maxim.
- Prunus stipulata J.F.Macbr.
- Prunus strobilifera Cuatrec.
- Prunus subcordata Benth.
- Prunus subcoriacea (Chodat & Hassl.) Koehne
- Prunus subcorymbosa Ruiz ex Koehne
- Prunus subglabra (Merr.) Kalkman
- Prunus × subhirtella Miq.
- Prunus sunhangii D.G.Zhang & T.Deng
- Prunus susakensis (Vassilcz.) Eisenman
- Prunus susquehanae Willd.
- Prunus × syodoi Nakai
- Prunus × syriaca Borkh.
- Prunus szechuanica Batalin

## T

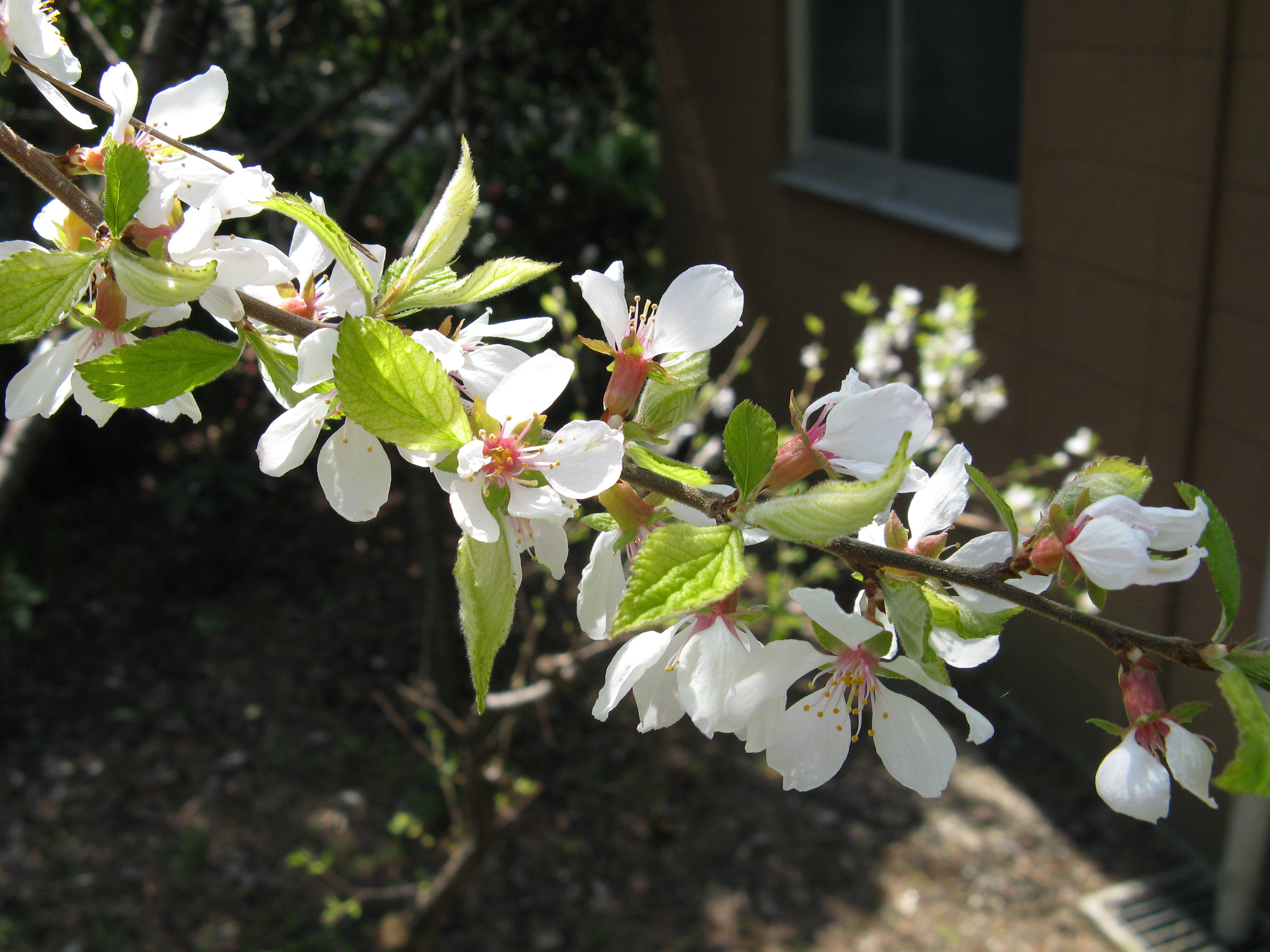
Ciliegio di Nanchino (Prunus tomentosa)

- Prunus tadzhikistanica Zaprjagaeva
- Prunus takesimensis Nakai
- Prunus tangutica (Batalin) Koehne
- Prunus taplejungnica H.Ohba & S.Akiyama
- Prunus tartarea Lundell
- Prunus tatsienensis Batalin
- Prunus tenella Batsch
- Prunus tetradenia Koehne
- Prunus texana D.Dietr.
- Prunus tomentosa Thunb.
- Prunus topkegolensis H.Ohba & S.Akiyama
- Prunus tortuosa (Boiss. & Hausskn.) Aitch. & Hemsl.
- Prunus transarisanensis Hayata
- Prunus trichamygdalus  Hand.-Mazz.
- Prunus trichantha Koehne
- Prunus trichostoma Koehne
- Prunus triloba Lindl.
- Prunus × tschonoskii Koehne
- Prunus tuberculata Koehne
- Prunus tucumanensis Lillo
- Prunus turcomanica (Lincz.) Kitam.
- Prunus turfosa Kalkman
- Prunus turneriana (F.M.Bailey) Kalkman

## U
- Prunus ulei Koehne
- Prunus ulmifolia Franch.
- Prunus umbellata Elliott

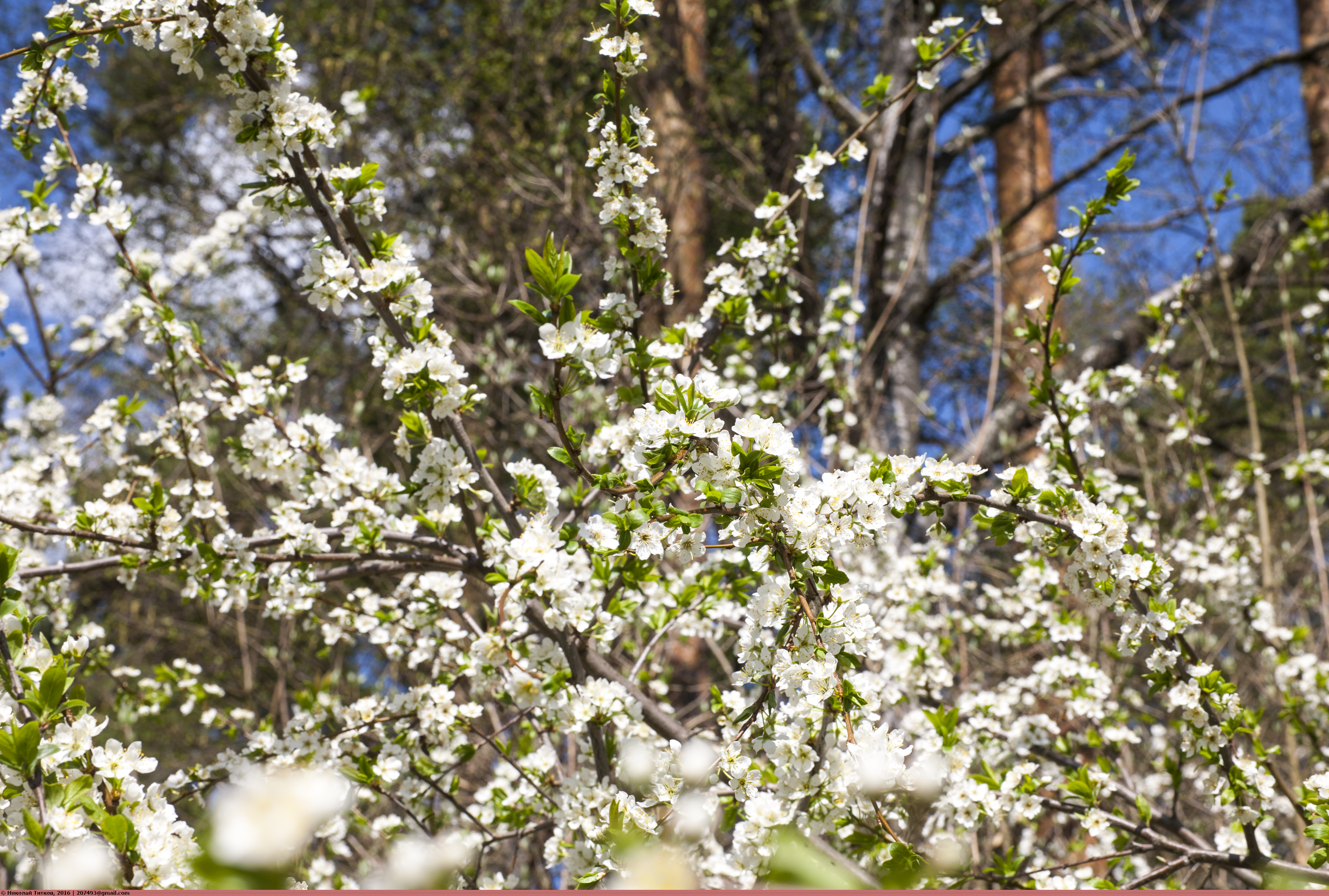
Prugno ussuriano (Prunus ussuriensis)

- Prunus undulata Buch.-Ham. ex D.Don
- Prunus urartu (Tamamsch.) Eisenman
- Prunus urotaenia Koehne
- Prunus urumiensis (Bornm.) A.E.Murray
- Prunus × uzbekistanica (Sabirov) Eisenman

## V
- Prunus vachuschtii Bregadze

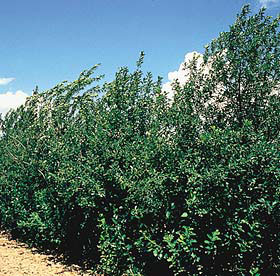
Ciliegio della Virginia (Prunus virginiana)

- Prunus × vavilovii (Popov) A.E.Murray
- Prunus veitchii Koehne
- Prunus velutina Batalin
- Prunus verrucosa Franch.
- Prunus versteeghii Kalkman
- Prunus virginiana L.

## W
- Prunus walkeri (Wight) Kalkman
- Prunus wallaceana Kalkman
- Prunus webbii (Spach) Fritsch
- Prunus wendelboi (Freitag) Eisenman
- Prunus wilsonii (C.K.Schneid.) Koehne

## X
- Prunus xianjuxing (J.Y.Zhang & X.Z.Wu) Y.H.Tong & N.H.Xia
- Prunus xingshanensis Huan C.Wang

## Y

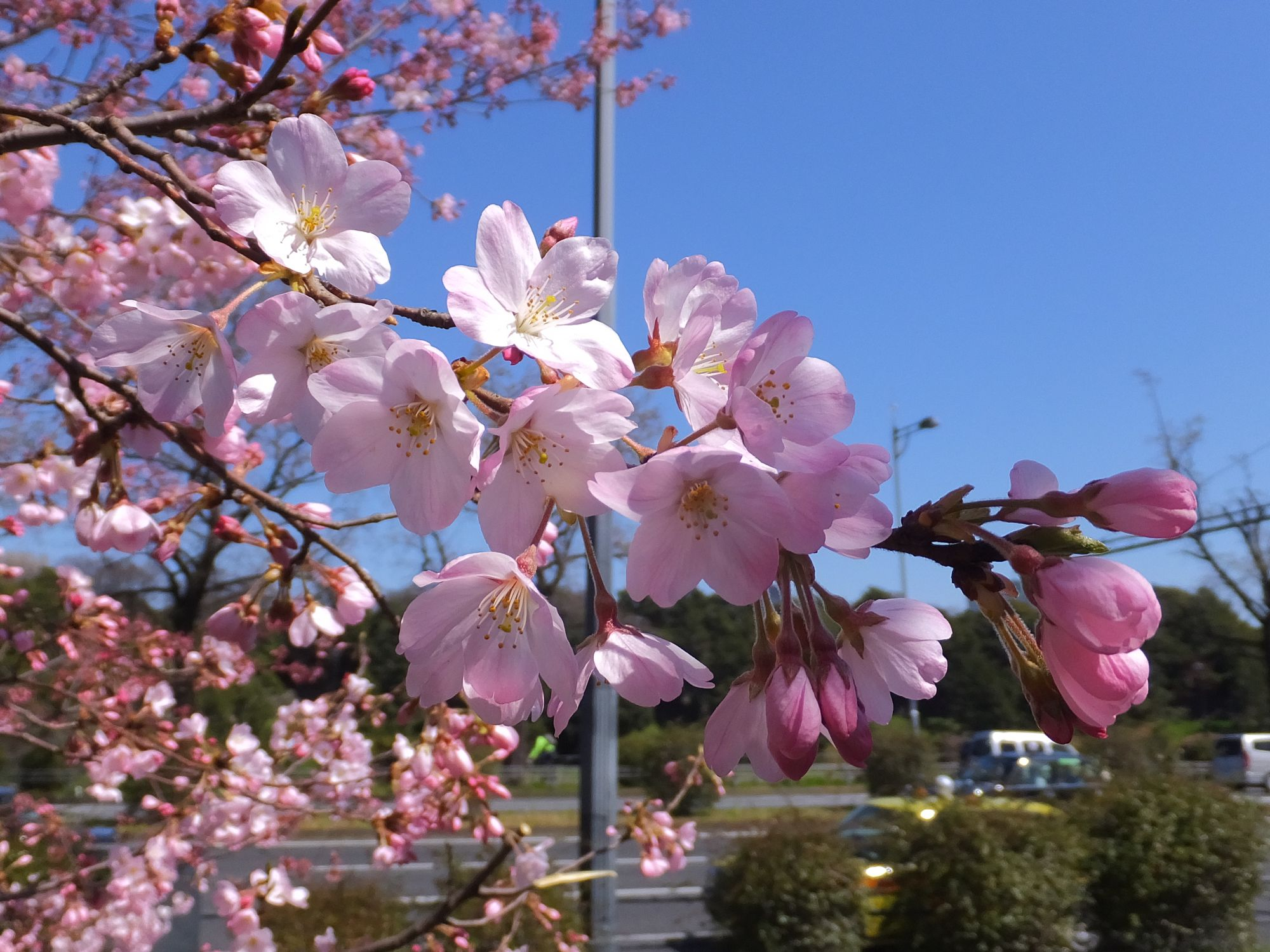
Ciliegio di Yoshino (Prunus × yedoensis)

- Prunus yaoiana (W.L.Cheng) Y.H.Tong & N.H.Xia
- Prunus × yasujensis (Khat.) Eisenman
- Prunus yazdiana (Mozaff.) Falat.
- Prunus × yedoensis Matsum.
- Prunus yunnanensis Franch.
- Prunus × yuyamae Sugim.

## Z
- Prunus zabulica (Seraf.) Eisenman
- Prunus zhengheensis (J.Y.Zhang & M.N.Lu) Y.H.Tong & N.H.Xia
- Prunus zinggii Standl.
- Prunus zippeliana Miq.